# Anastathes
Anastathes is een kevergeslacht uit de familie van de boktorren (Cerambycidae). De wetenschappelijke naam van het geslacht werd voor het eerst geldig gepubliceerd in 1901 door Gahan.

## Soorten
Anastathes omvat de volgende soorten:
- Anastathes biplagiata Gahan, 1901
- Anastathes nigricornis (Thomson, 1865)
- Anastathes parallela Breuning, 1956
- Anastathes parva Gressitt, 1935
- Anastathes robusta Gressitt, 1940